# Théologie de l'icône
La théologie de l'icône est une des composantes de la théologie chrétienne, et en particulier de la théologie chrétienne orthodoxe. Cette dernière a été développée au milieu du XXe, notamment par Léonide Ouspensky (1902-1987),, iconographe et théologien russe de Paris, également  par Egon Sendler (1923-2014). Ils avaient été précédés notamment par Paul Florensky (1882- mort au goulag en 1937). Mais la théologie de l'icône est présente depuis que l'on s'interroge sur la question de savoir : « Quelle est l'essence de l'icône ? ». Or, on se trouve déjà devant les débuts d'une théologie de l'icône dans les textes de Léontios de Néapolis, évêque de Néapolis à Chypre au VIIe siècle, et de ceux de Basile de Césarée, mort en 379, dans son Traité du Saint-Esprit,. D'autres théologiens ont étudié la théologie de l'icône tels Nicéphore Ier de Constantinople (758-828), dans son traité contre l'empereur iconoclaste Constantin V, et Jean Damascène (676-749), qui fut frappé d'anathème à titre posthume par le concile iconoclaste de Hiéreia, en 754. 

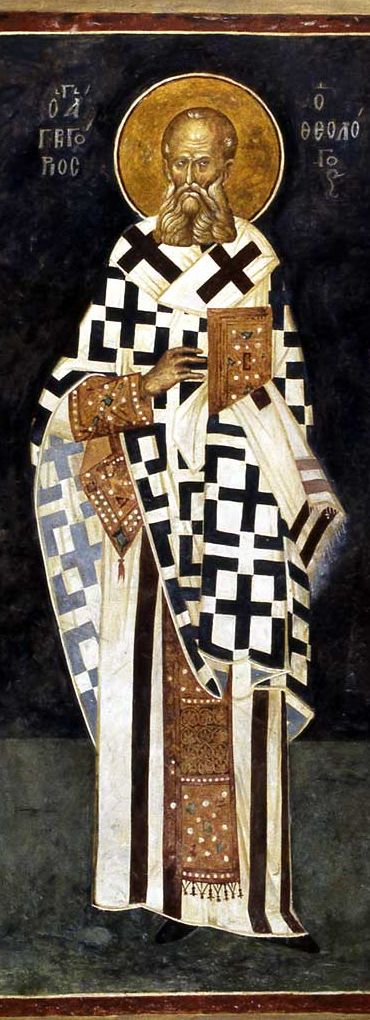
Saint Grégoire de Nazianze, vers 1310- Constantinople Saint-Sauveur-in-Chora

## Genèse de la théologie chrétienne de l'icône
Pour la théologie orthodoxe, l'icône ajoute à l'œuvre d'art, elle a une dimension transcendantale et prétend rendre présent le monde de Dieu. C'est dans cet autre monde, que dans l'optique chrétienne, s'unifient les éléments de sa triple dimension : technique, artistique et théologique. Si l'élément théologique est négligé, l'icône n'est qu'un document historique, porteur de renseignements de valeur mais perdant sa substance spirituelle.

## Les origines de la théologie de l'icône
L'art des premiers chrétiens n'a pas surgi de rien. En Palestine, existait le judaïsme, en Grèce et au Moyen-Orient l'hellénisme, en Italie l'esprit romain et sa conception de l'image.

### L'image dans le judaïsme

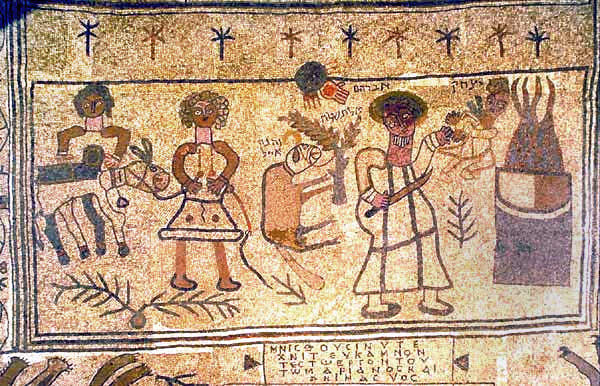
Synagogue de Beth Alpha

La loi de Moïse, en formulant l'interdiction de confectionner « des images taillées ni aucune figure de ce qui est en haut dans le ciel, ou de ce qui est en bas sur la terre » (Exode (20.4) et Deutéronome 27.15), pose les fondements d'une théologie de l'icône par l'interdiction limitée à la représentation des dieux, c'est-à-dire des idoles (Exode XX.23). Comme l'ensemble des faits principaux de l'Exode, cette interdiction va être considérée comme une annonce prophétique. Les défenseurs des images font en effet remarquer que l'interdit connaît deux exceptions, (Exode XXXVI 35) et (Exode XXXVII 7-9). Ces deux exceptions concernent toutes les deux le Temple et l'arche d'alliance, c’est-à-dire les fondements rituels de l'attente messianique : « On fit le voile avec des chérubins figurés dans un habile tissus. »(Exode XXXVI 35) « (Un artisan) fit l'arche de bois d'acacia, il fit deux chérubins d'or ; il les fit d'or battus, faisant corps avec les extrémités du propitiatoire (...) en se faisant face l'un à l'autre, et le visage tourné vers le propitiatoire. »(Exode XXXVII 7-9). 
De même Ézéchiel, parle de palmiers comme ornements du Temple, en plus de chérubins à face d'hommes et de lion (Ézéchiel 40, 16,31,41.). L'interdiction de l'image vise sans doute à garder le peuple d'Israël du danger d'idolâtrie. Mais on découvre dans le judaïsme des traces de tolérance envers les images comme à la  Synagogue de Beth Alpha au VIe siècle. Il est vrai que les Juifs de la diaspora étaient dans un milieu culturel très marqué par l'image.  De même à la Synagogue de Doura Europos, située dans la province de Syrie, des cycles entiers de l'Ancien Testament sont représentés. Cet art donne l'impression au visiteur d'être devant un art byzantin précurseur.

### L'image chez les Grecs
Les Grecs avaient des notions mystérieuses et même magiques de l'image. Elles provenaient des cultes orientaux  plus anciens, qui survivaient dans l'inconscient collectif. Le mortel qui osait regarder les dieux était frappé de cécité. Mais certaines images étaient réputées avoir des pouvoirs. D'autres étaient « non faites de la main de l'homme », comme celle d'Athéna.  Ces images étaient vénérées par des rites contre lesquels des philosophes s'élevaient, y voyant dans leur excès un danger pour le caractère spirituel du divin (Héraclite d'Éphèse). Il ne semble pas que les images païennes  aient eu une influence sur l'art des chrétiens et leur iconographie. Par contre, les diverses « Renaissances » de Byzance ont eu elles une influence décisive sur l'art chrétien. Mais chaque retour à l'art antique s'accompagnait d'une ferveur pour le passé païen, que les artistes utilisaient pour ressourcer leur art chrétien sur le plan esthétique.  
Par rapport à la Grèce, il faut remarquer que la Russie est aux antipodes de celle-ci en ce qui concerne la sculpture. Cette dernière sera pratiquement inexistante en Russie jusqu'à la seconde moitié du XVIIIe siècle. L'Ancien Testament prohibait les représentations figurées. Les Pères de l'Église craignaient un retour offensif du paganisme et jugèrent utile de renforcer la prohibition. L'Église catholique dut transiger, face à la rigueur des prescriptions mosaïques. L'anthropomorphisme greco-romain avait en effet poussé  des racines  très profondes.  Les portails de cathédrales se couvrirent de statues, dont l'art connut à partir du XIIe siècle un merveilleux épanouissement.
Par contre, l'Église orthodoxe resta plus rigoureuse sur le problème des interdits. Peut-être un retour à l'idolâtrie paraissait-il plus à craindre en Russie qu'en Occident, du fait que le christianisme y était implanté plus récemment. Il faut aussi tenir compte du fait que l'art byzantin  et l'art oriental, dont dérive l'art russe, substituait au relief plastique une décoration et une ornementation méplate et polychromique. La prédominance de l'architecture en bois et la moins grande présence de matériaux en pierre en Russie européenne n'étaient guère favorable non plus au développement de la statuaire. Toujours est-il que celle-ci est ignorée en Russie jusqu'au XVIIIe siècle et qu'il s'agit d'une particularité unique en Europe.     

### Le rôle de l'image dans l'Empire romain
Dès ses débuts, les chrétiens furent en contact étroit avec la culture de Rome. Quant aux Romains, c'est sous l'influence de la culture grecque, qu'ils développèrent un art religieux. De plus, dans l'Orient hellénistique les portraits des souverains faisaient l'objet d'un culte. Caligula rendit même ce culte obligatoire. Mais chez les Romains, l'image joue aussi un rôle juridique. Au tribunal, si l'empereur n'est pas présent, c'est comme s'il l'était par le fait qu'il y est représenté par une image ou une statue. Ceci a joué un rôle dans la sacralisation des images par les chrétiens. André Grabar a montré comment les chrétiens ont assimilé l'imagerie païenne romaine : les scènes d'apothéose  deviennent l'Ascension, l'empereur et son épouse deviennent le Christ et la Vierge, l'entrée triomphale de l'empereur devient celle de Jésus à Jérusalem,.  

### Les premiers chrétiens et l'image
Les premiers chrétiens se sont trouvés en opposition avec un monde dans lequel l'image jouait un rôle important. Du fait de leur origine palestinienne et juive, ils voyaient dans ces images une forme d'idolâtrie. C'est devant des images représentant les empereurs divinisés que les premiers martyrs succombent. Une autre raison au peu d'importance des images dans les communautés de premiers chrétiens, est le fait qu'ils ne disposaient pas de bâtiments de dimensions importantes. Par ailleurs, les artistes ne pouvaient pas travailler pour eux, sans danger de rupture avec le pouvoir de l'empereur. 
Quant à l'art des catacombes, il ne produit pas d'images du culte. Ce sont des représentations et portraits du Christ et de la Vierge qui restent dans la sphère du symbole. L'image sacrée ne dépasse pas à cette époque cette limite, parce que l'Église n'a pas encore élaboré les dimensions du mystère de l'incarnation, qui ne va apparaître qu'avec les premiers conciles. Ces images mettent par ailleurs, pour s'exprimer, une grande simplicité de moyens jusqu'à l'époque de Constantin. Quelques traits, quelques lumières expriment l'essentiel. Elles sont réalisées dans le style des images des Portraits du Fayoum, avec leurs grands yeux ouverts.   
À partir de Constantin, l'art reçoit un contenu nouveau : il devient le reflet de la toute-puissance divine. Quand l'aristocratie se convertit la majorité des artistes ne travaillent plus qu'à la gloire de la nouvelle religion. La ville de Constantinople devient le point de cristallisation d'une art nouveau du fait de sa position géographique et de sa puissance politique et économique. Les influences multiples vont se conjuguer pour former un langage artistique d'une rare homogénéité. Cela se poursuivra durant deux siècles, jusqu'à Justinien et produira une image sacrée dont la forme devient définitive ou faite pour vivre de nombreux siècles.

## Éléments d'une théologie de l'icône
Ce qui est présent en chaque image, c'est-à-dire un lien crée  entre ce qui est représenté et le spectateur, est de l'ordre de l'intelligible.
La théologie de l'image considère que cet ordre est dépassé quand il s'agit de l'icône. L'aspect extérieur de celle-ci est intelligible, mais son essence  est d'être le lieu d'une présence . Dans l'histoire de l'icône, il faut rappeler que la crise iconoclaste des VIIIe et IXe siècles n'était pas une question secondaire de piété. Il s'agissait de la récapitulation de toutes les hérésies précédentes. En effet, elle s'attaquait au cœur même de la foi chrétienne : le sens de l'Incarnation. 
Selon les iconoclastes, il est impossible de représenter l'homme-Dieu car « Personne n'a jamais vu Dieu » (Premier épitre de Jean 1 Jn 4, 12) et de plus l'Ancien Testament interdisait les images,. La défense  contre les iconoclastes  de Germain Ier de Constantinople et de Jean Damascène démontre que, par l'Incarnation, cette interdiction  a été abolie. Quand Dieu est apparu et a vécu parmi les hommes, il est possible de représenter ce qui est visible en Dieu. 
«  Si nous fabriquions une image du Dieu invisible, sans nul doute commettrions-nous une faute, car il est impossible de représenter en image ce qui est incorporel, sans forme, invisible et qui n'est pas circonscrit ; ou bien  encore si nous fabriquions des images d'hommes, et si nous pensions que ce sont des dieux  et les adorions comme tels, sans nul doute serions-nous impies. Mais nous faisons rien de tout cela. C'est du Dieu fait chair, qui a été vu sur la terre en sa chair et qui a vécu parmi les hommes dans son indicible bonté [...] c'est de lui que nous fabriquons une image.»
— saint Jean Damascène, après 730,.
Le synode iconoclaste de Hiéreia (754) répond que les iconodules tombent soit dans l'hérésie du Nestorianisme : l'icône du Christ représentant son humanité séparée de la divinité ; soit dans celle du monophysisme, l'icône représentant l'humanité du Christ mélangée à la divinité ; soit encore dans l'impossible représentation du Christ dans la plénitude de sa divinité. 
Les iconoclastes ignorent complètement les affirmations du concile de Chalcédoine sur l'union hypostatique. Selon eux, la nature divine assume la nature humaine. La véritable distinction entre les deux natures est supprimée, et ils retombent dans le monophysisme. Après ce concile de Hiéreia, les iconoclastes proposent l'eucharistie comme seule véritable image du Verbe incarné. Une image de Dieu est une idole car elle prétend être Dieu. Ce à quoi les orthodoxes leur répondent que l'eucharistie n'est pas une image mais la réalité même, la vérité elle-même. Par ailleurs, l'image ne s'identifie pas au modèle divin.
Cette conception de l'image impose une distinction fondamentale des formes du culte des images. Le concile de Nicée II, en 787, la décrit ainsi : l'adoration au sens strict est réservée à Dieu seul. Aux icônes de la Vierge et des Saints ne peut être rendu qu'un vénération. Celle-ci ne s'adressant jamais à l'image mais à celui qui est représenté. Toutefois quand la vénération est rendue à l'image du Christ, elle devient adoration car le représenté est le Verbe incarné c'est-à-dire la parole de Dieu incarnée.

## Réfutation de principes iconoclastes

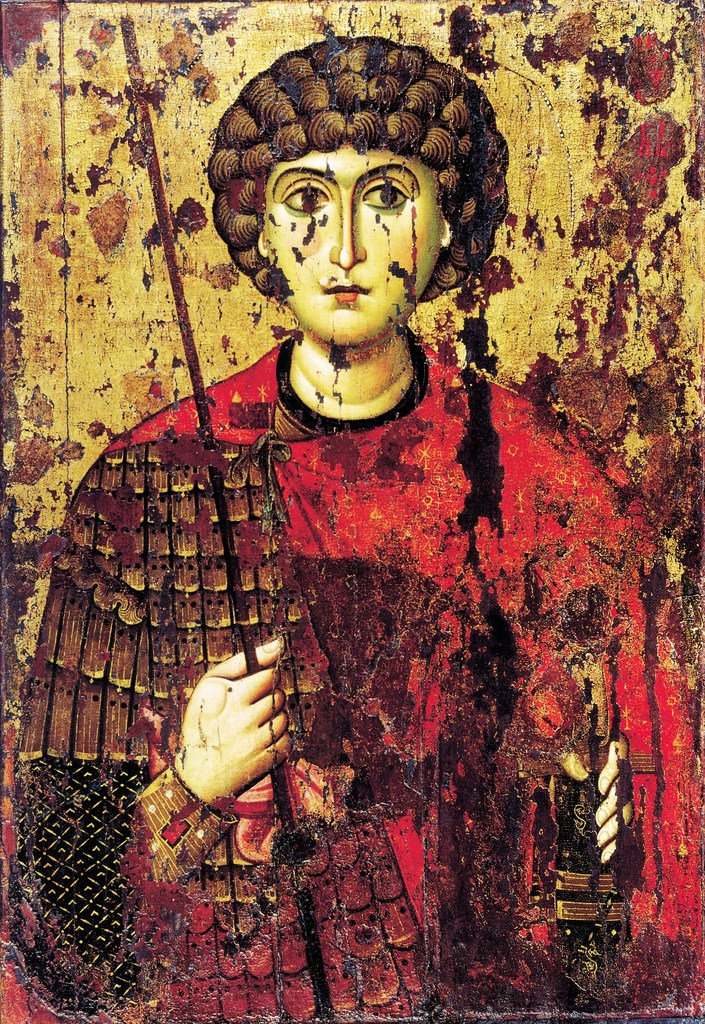
Saint Georges (icône de la Cathédrale de la Dormition) Icône de Novgorod XIIe siècle

La théologie de l'icône, telle qu'elle se présente aujourd'hui, s'est développée après de longues polémiques au cours de plusieurs siècles qui ont opposé les iconoclastes et les défenseurs de l'image sacrée.  
Saint Nicéphore et saint Théodore Studite répondent chacun à leur manière au principe des iconoclastes suivant lequel l'humanité du Christ serait " indescriptible ", tout comme la divinité.
Nicéphore, de manière très réaliste, pose la question : le Christ a-t-il un aspect visible que l'on peut représenter ? C'est une question qui avait déjà reçu une réponse positive depuis longtemps. Nicéphore montre que le corps du Christ avait bien sa ressemblance, même après la résurrection, par les faits évangéliques.
Théodore Studite centre son argumentation sur le paradoxe de l'incarnation. Par celle-ci, le Verbe invisible est apparu à nos yeux. Le Verbe a assumé la nature humaine et il n'est pas devenu l'homme en général mais tel homme, le personnage historique de Jésus de Nazareth. Théodore est le premier à confirmer ce paradoxe. Ce qui permet d'affirmer que l'icône circonscrit le Verbe de Dieu, parce que le Verbe s'est lui-même circonscrit en devenant homme. Cette circonscription est pour Théodore l'ensemble des traits caractéristiques qui distinguent une personne d'une autre, et qui deviennent l'expression de l'individualité irréductible d'une personne. Le peintre ne circonscrit pas la nature, mais la personne représentée.      
Une dernière question se pose relative à l'essence de l'icône qui est :  de quelle manière le prototype ou modèle est-il présent dans l'icône ? L'icône n'appartient pas à l'ordre des sacrements. L'icône ne fait pas participer substantiellement au Christ, comme le pain eucharistique qui est le corps du Christ. Elle nous fait participer par sa relation à l'hypostase du Christ et de manière intentionnelle.       
La doctrine de l'Église, les déclarations des différents conciles  concernant les images ne reprennent pas toujours les riches développements des grands théologiens byzantins. Mais l'Église laisse la possibilité de formuler plus parfaitement la théologie de l'icône. 

### Conflits et période de décadence auXVIIesiècle
Dix siècles après la crise iconoclaste, des problèmes relatifs aux images et aux icônes vont ressurgir en Russie.
La peinture européenne occidentale se développe à Moscou à partir du XVIIe siècle. La peinture d'icône  perd, en essayant de se renouveler, toute son originalité. L'Église orthodoxe s'efforce d'enrayer ces phénomènes. En 1551, le Concile de Stoglav ou des Cent chapitres soumet les peintres d'icônes à la surveillance de l'Église et leur enjoint de ne pas s'écarter des modèles anciens imposés. Le diacre Ivan Viskovaty s'élève contre les icônes de la Cathédrale de l'Annonciation de Moscou, qui représentent Dieu le Père sous les traits d'un vieil homme (Ancien des jours). Il s'indigne aussi contre les peintres qui ne trouvent  plus leur inspiration dans l'Écriture Sainte. Il ne peut admettre qu'un même sujet soit traité de plusieurs manières différentes. Le Concile de 1554 va condamner cette attitude trop zélée mais les idées défendues par Viskovaty finissent par triompher. En 1667, la représentation de Dieu le Père  est interdite par le Concile de Moscou. L'Église , dès la fin du XVIe siècle, encourage la composition et la diffusion de manuels techniques appelés podlinniki. Certains sont illustrés de calques où les peintres n'ont qu'à puiser pour rester dans les normes admises et préserver de toute déviation. Leur diffusion est certainement la cause de la décadence de l'iconographie russe au  XVIIe siècle. Au milieu du siècle le patriarche Nikon lance l'anathème contre ceux qui peignent des « images franques  » sur lesquelles les modèles sont représentés dans les costumes des gens en Allemagne et non d'après les modèles orthodoxes. Le patriarche Joachim et le protopope Avvakoum vont, eux aussi, fulminer contre ces représentations occidentalisées à outrance. Ces conflits concernant l'iconographie ne forment qu'un aspect du schisme appelé Raskol, qui sera suivi de la séparation des vieux-croyants au sein de l'orthodoxie.

## Le langage byzantin
L'icône est conditionnée par la société dans laquelle elle naît. La connaissance de la vision du monde de cette société permet de situer l'icône dans son monde. Ce monde est celui de la société byzantine. Sa capitale Constantinople est restée, pendant un millénaire, le centre culturel le plus important d'Europe. Cette ville a renouvelé le langage artistique de l'Antiquité pour le fonder sur des bases nouvelles par la rencontre de l'hellénisme en déclin, de la culture romaine et d'une vision chrétienne du monde.
La conception du monde qui naît à Byzance prend ses origines dans l'Écriture, mais interprétée par une philosophie  néo-platonicienne, et en particulier à celle de Plotin. Selon ce philosophe, l'univers est constitué de deux mondes séparés: le monde sensible et le monde intelligible. L'homme participe aux deux mondes. Le but final de sa vie est de vaincre le monde sensible. Dans cette conception le mystère de l'incarnation prend un sens spécifique: « Dieu le Verbe s'est fait homme pour que nous puissions être divinisés ». Dans ce contexte, la contemplation permet de se libérer des attaches du monde et de se plonger dans la nuit mystique.
«  Nous ne sommes pas nés pour manger et boire mais pour briller par nos vertus à la gloire de notre Créateur. Nous nous nourrissons par nécessité, pour que notre vie garde sa force pour la contemplation pour laquelle, à vrai dire, nous sommes nés. »
— Nicéphore Blemmydès.
La place de la contemplation permet de comprendre le culte byzantin. Dans le culte, l'âme s'élève vers Dieu. La beauté des peintures, la solennité des rites, concourent à toucher l'homme par la présence des mystères. Dans le monde de Byzance d'une richesse matérielle éblouissante les forces spirituelles doivent avoir un dynamisme encore plus puissant pour élever l'homme vers la beauté du monde intelligible, celui de Dieu. L'accord entre les richesses matérielles et la vie spirituelle joue un rôle primordial.
Les Byzantins étaient fascinés par l'image, du fait de la place de celle-ci dans l'antiquité grecque et, accessoirement, du fait des polémiques iconoclastes. Mais c'est la théologie de l'Incarnation qui donne cette valeur particulière à l'image dans l'Église byzantine. Les images ne sont pas la méditation individuelle d'un artiste mais sont la théologie en image. 
Pour certains saints représentés sur les icônes, il existait une source historique écrite pour transmettre leur apparence physique. Mais pour beaucoup de saints cette source n'existait pas. Pour ces derniers, c'est leur sainteté spécifique qui donne à leur image une réalité spirituelle. Pour le Christ ou la Vierge, l'absorption de leur caractère individuel par l'idée théologique vaut par excellence.   

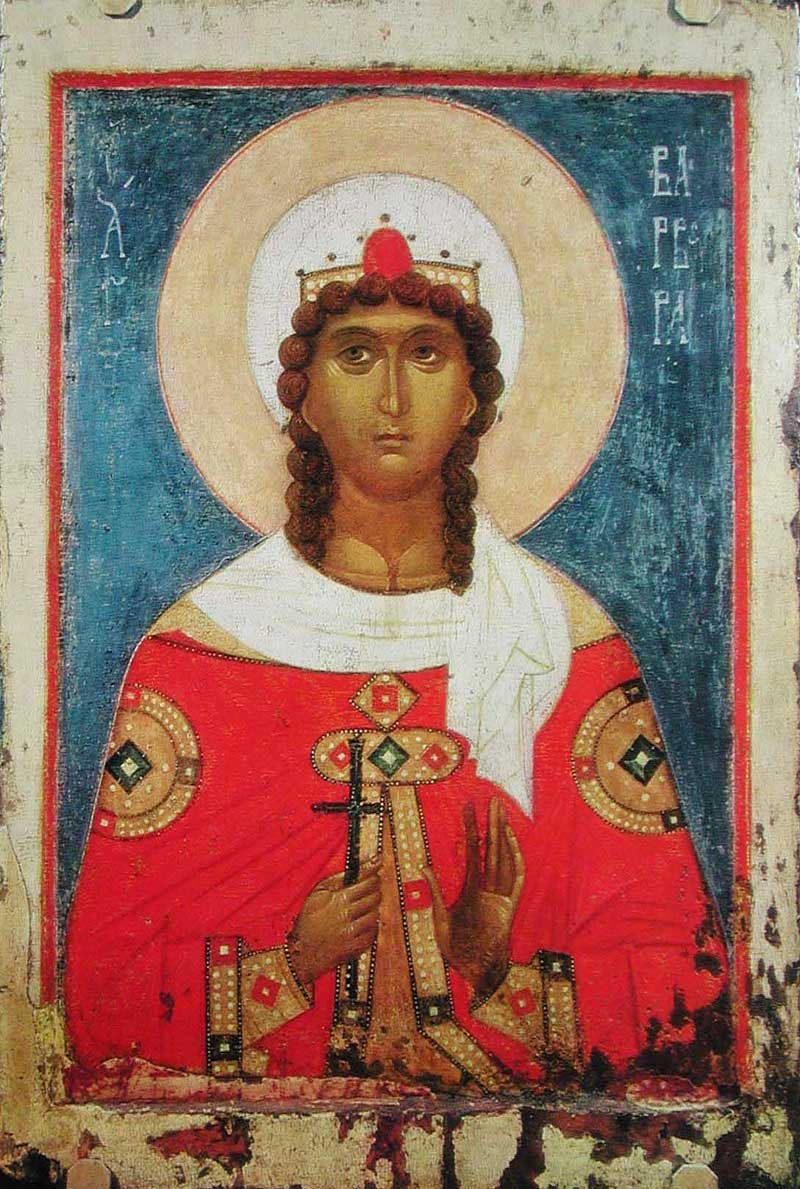
Icône de Sainte Barbara XVe siècle Novgorod Russie

Dans l'iconographie byzantine, c'est le visage qui devient le centre de la représentation ; il est le siège de l'intelligence et de la sagesse et donc lieu de présence de l'Esprit de Dieu.
La carnation rose de l'antiquité fait place à des teintes ocres, plus ternes et les couleurs du fond, qui brillent comme les rayons d'un soleil intérieur, donnent l'impression d'une vie intense. L'attention du spectateur est attirée par le regard qui rayonne et fascine. Au début, les yeux sont grands, démesurés, mais plus tard, après l'iconoclasme, le regard devient plus doux. Le front est souvent très haut, bombé. Il exprime la  puissance de l'esprit. Les joues des ascètes, des moines  et des évêques montrent des rides profondes, signes de l'ascèse observée. La bouche est toujours très fine. Elle est toujours fermée dans le silence de la contemplation. Le mot désignant la mystique orthodoxe hésychasme signifie en effet en grec (ἡσυχάζω, hesychadzo), « être en paix, garder le silence ». La tête est entourée d'une auréole, symbole de la gloire de Dieu. Les détails de l'icône servent eux aussi au processus de spiritualisation. L'art byzantin évite de représenter la nature comme elle nous apparaît. Les rochers des paysages semblent, par exemple, échapper à la pesanteur. Les édifices somptueux ont chacun leur propre perspective en ne sont pas ainsi subordonnés à l'espace. Les couleurs de l'icône ont une signification propre . Le blanc qui représente le monde divin, le bleu couleur de la transcendance, le rouge couleur la plus active et signe des plus hautes dignités, le pourpre royal et sacerdotal, le vert attribut de la nature. Quant à la lumière, elle  pénètre partout sans créer d'ombres. C'est la lumière de la Divinité qui se reflète dans l'icône.              

## Le genre littéraire des icônes
En langue grecque, comme en langue russe le verbe utilisé pour dire « peindre », lorsqu'il s'agit d'une icône, est le verbe « écrire ». Dans les deux cas le terme utilisé exprime que cette peinture est analogue à l'écriture (en grec graphein et en russe : pisat signifient peindre et écrire). Comme la parole écrite, l'icône enseigne la théologie par des images. Le caractère didactique n'a jamais été absent de l'icône. Les sources littéraires sont d'abord  l'Écriture Sainte, auquel s'ajoutent les textes apocryphes, les textes liturgiques, les lettres des Pères de l'Église. Ces sources sont d'une grande diversité et produisent de nombreux thèmes différents que l'on retrouve dans tout le monde orthodoxe. L'historien  allemand de l'Église Konrad Onasch (1914-2007) relève quatre modèles de base de genre littéraire utilisé pour les icônes : le modèle  panégyrique, épique, dramatique et dogmatique.          

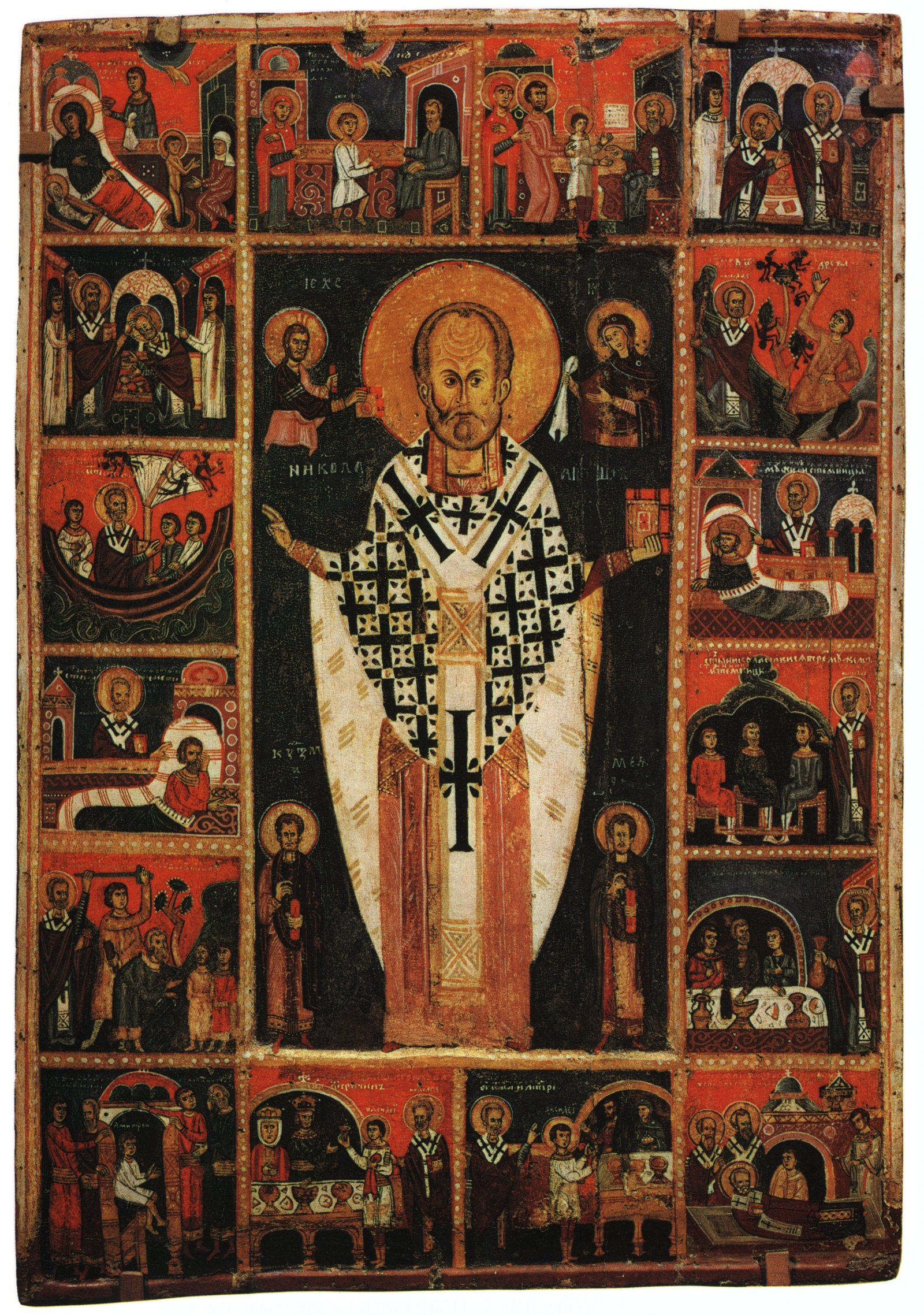
St Nicolas-Musée Russe

### Modèle panégyrique
Le discours panégyrique célèbre une grande personnalité. Ce genre utilise fréquemment des expressions  fleuries, une certaine emphase. Le panégyrique païen célèbre un héros en louant sa force et son courage. La lutte des martyrs ne consistera pas en une action visible, mais une manifestation de la grâce et de la victoire du Christ.
Cette ressemblance au Christ est la clé de compréhension de la sainteté orientale. Pour décrire la sainteté exceptionnelle de tel saint, le peintre réalise sur les kleimos qui entourent l'icône des scènes types ou topoï. Plus les scènes types sont identiques ou semblables à celles qui existent pour le Christ, plus grande est sa sainteté. Les fidèles du Moyen Âge étaient sensibles à la symbolique de ces topoï et lisaient les icônes comme un livre. Ils s'imprégnaient ainsi de la vie et des vertus du saint.          

### Modèle épique
Le modèle épique est plus proche de la vérité historique . Il raconte un évènement biblique ou la vie d'un saint. L'accent est mis sur la fidélité à l'histoire. Les scènes sont également disposées dans les kleimos autour de l'icône et sont traitées en général dans un style continu, en s'enchaînant sans interruption. L'icône du prophète Élie fait souvent l'objet d'un modèle épique.  L'icône de la Nativité est composée elle aussi sur ce modèle : au centre la Vierge et, autour d'elle, les personnages mentionnés dans l'Évangile : anges, bergers , rois mages. En bas de l'icône, deux scènes provenant des apocryphes : saint Joseph en proie au doute et les servantes en train de baigner l'enfant.
Les fresques affectionnent les scènes de martyre et sont souvent d'une grande violence. Elles révèlent également le goût pour les faits miraculeux, ce qui les rapproche des modèles panégyriques.
Le modèle épique suit les récits sacrés sur le plan historique, mais l'icône n'est pas une simple illustration. Ses formes sont spiritualisées et baignent dans un aura de mystère.

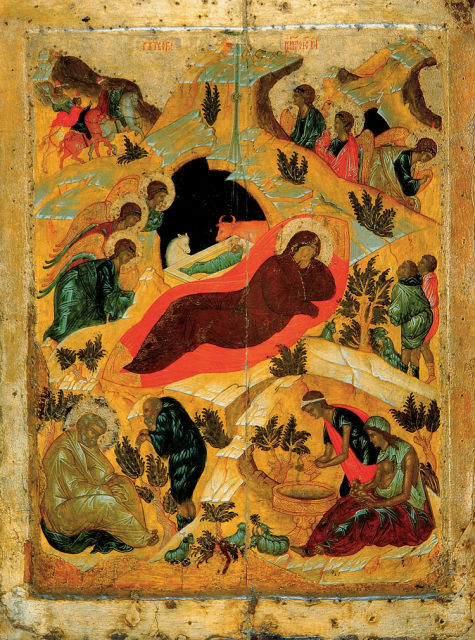
Nativité  de Roublev (XVe siècle, GTG)
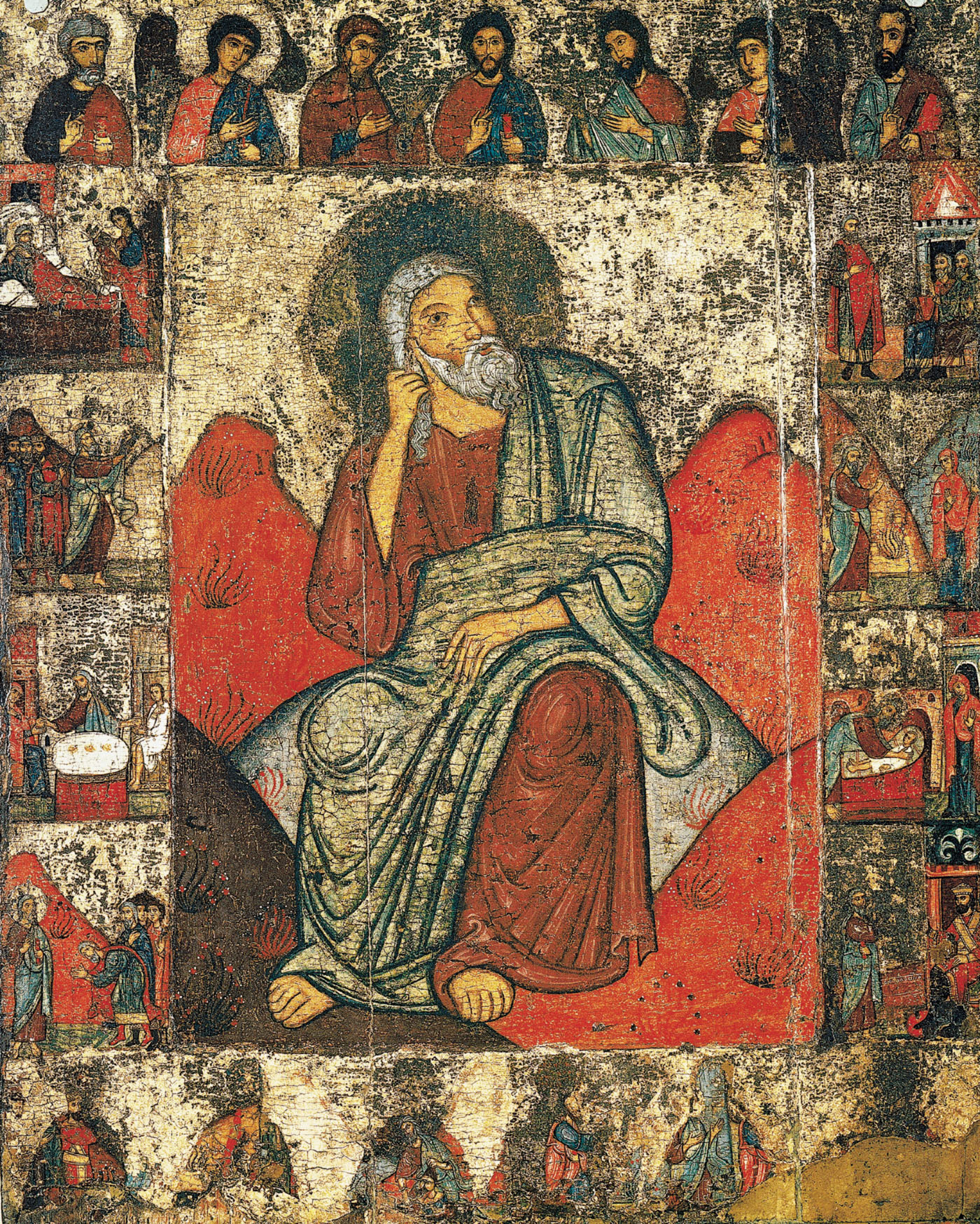
Le Prophète Élie au désert école de Pskov XIIIe siècle

### Modèle dramatique
Les éléments dramatiques tiennent une grande place dans les récits et les discours religieux. Méliton de Sardes, au IIe siècle et Éphrem le Syrien, au IVe siècle écrivent des dialogues qui, par leur tension dramatique, fascinent déjà les hommes. Leurs expression ont été reprises dans des hymnes, puis ont inspiré les  peintres d'icônes.
La vie du Christ offre par la passion et la résurrection une matière inépuisable pour les artistes. De même la vie des martyrs par les souffrances éprouvées. Par ses accents théologiques l'icône de la crucifixion n'invite pas tant à  méditer sur les souffrances du Christ, et laisse plutôt percer l'espérance de l'Épiphanie. Le Christ sur la croix est calme et paisible, tandis que les personnages sous la croix expriment leur compassion, contraste qui est la source du sens dramatique de l'icône.       
L'icône de la résurrection de Saint-Sauveur-in-Chora est également d'une grande intensité dramatique. Tout se concentre sur la personne du Christ ressuscité et vêtu de blanc. Il descend au royaume des ténèbres pour en faire remonter Adam et Ève et tous les justes.              .   

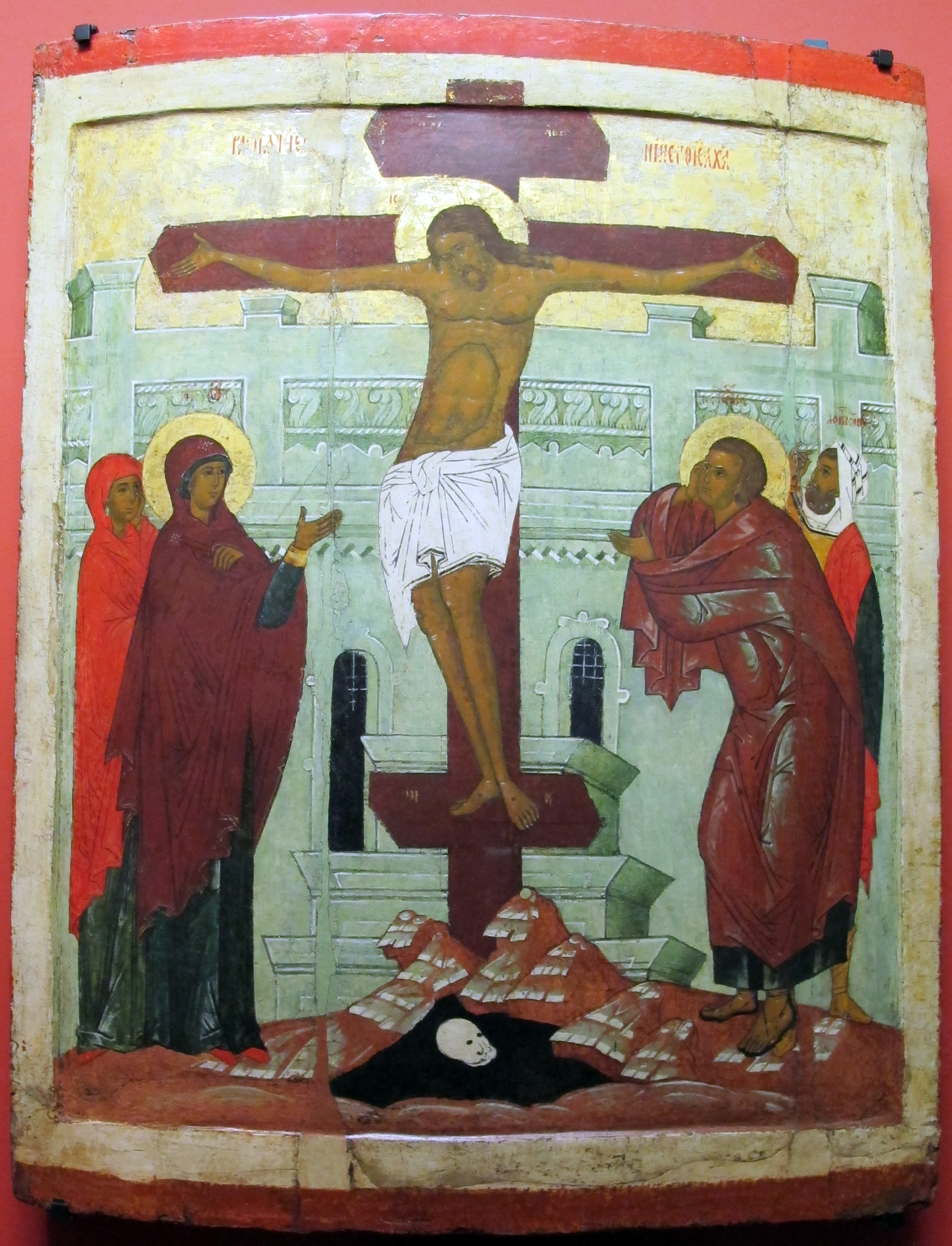
Novgorod, crucifixion, XVI s.
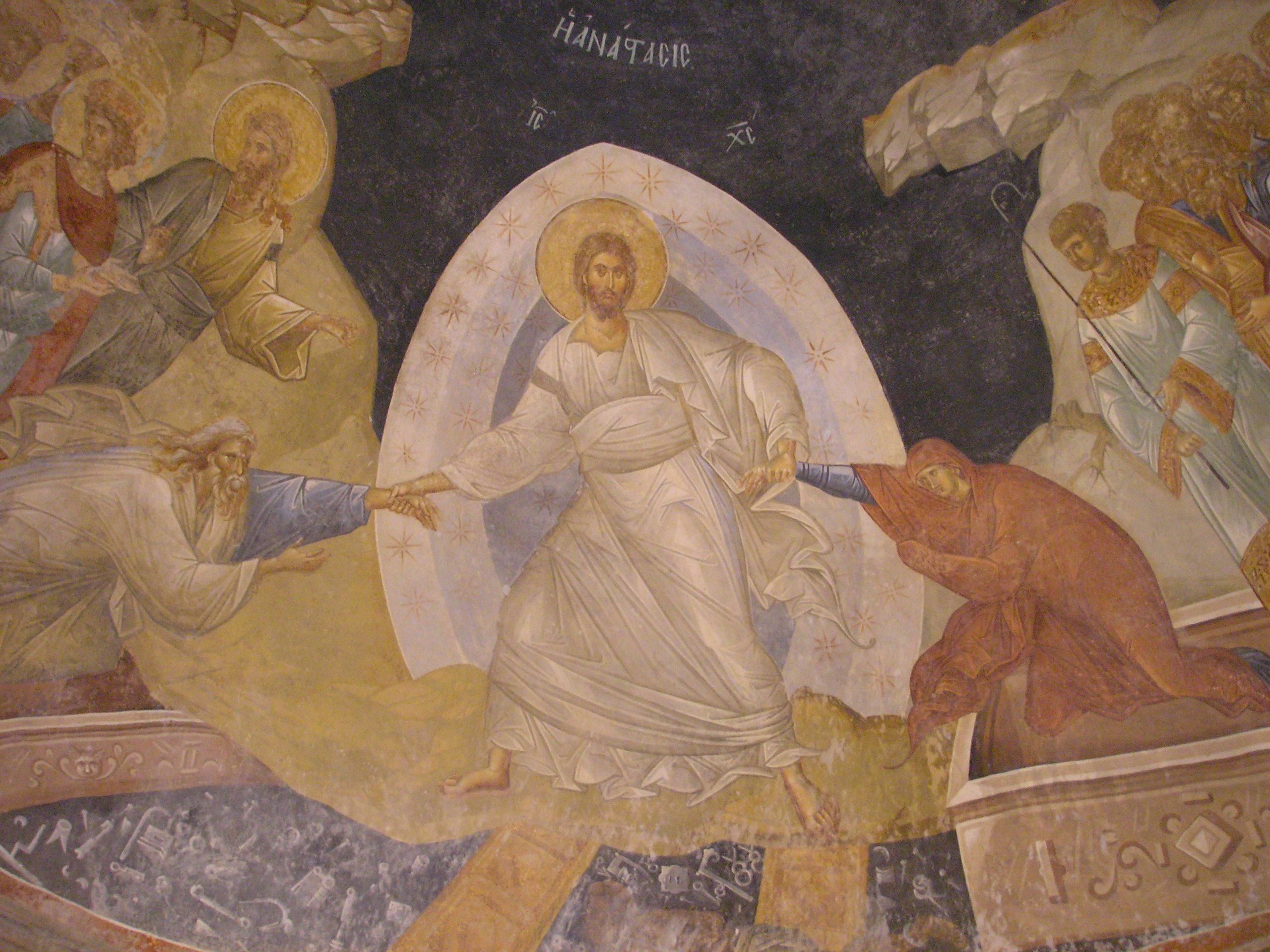
Saint-Sauveur-in-Chora1310/Résurrection

### Modèle dogmatique
Chaque icône comporte un arrière-plan théologique. Elle représente ce que l'Écriture enseigne par la parole.
Au lieu d'exposer des raisonnements écrits, elle offre une vision de vérités théologiques. Si l'icône panégyrique fait de l'icône un éloge du saint, l'élément théologique reflète le mystère de l'objet représenté, et élève l'art byzantin à son degré le plus haut de spiritualisation. 
- Dans l'Annonciation d'Oustioug la personne de l'enfant Jésus-Emmanuel s'imprime ainsi  en rouge sur la poitrine de la Vierge Marie. Toute la composition est dominée par cet aspect théologique. Plus tard , au XIVe siècle, l'icône devient traité de théologie, qui est l'objet même de la représentation.
- Le thème icônographique de la Trinite ou  philoxénie d'Abraham se retrouve dès la IVe siècle  sur une mosaïque de la Basilique Sainte-Marie-Majeure à Rome, montrant la scène de la Genèse (18,1-15) (appelée aussi scène du Chêne de Mambré). Ce sont les trois personnages célestes qui donnent à l'icône son caractère théophanique. Les Pères grecs ont toujours interprété cette scène comme une visite de la Sainte Trinité à Abraham. Sur la mosaïque romaine de la Basilique Sainte-Marie-Majeure, les détails sont d'ordre historique : objets sur la table, Abraham et Sarah s'empressant, le serviteur tuant le veau. Cette forme a été copiée dans de nombreuses icônes[37].              .
- Mais la Trinité  d'Andreï Roublev donne un aspect dogmatique à la même scène : les détails sont réduits à l'essentiel. Ainsi, la table ne porte qu'une coupe eucharistique. Cela ne diminue pas la valeur historique, mais ajoute une interprétation théologique. Le décor avec le chêne, la maison, le rocher, se transforme en divers symboles. Le cercle invisible, dont le centre est la coupe, réunit les trois anges et permet de deviner l'intention de Roublev de représenter la Trinité.
- L'icône de  La Paternité présente le Père Éternel qui porte sur ses genoux le Verbe. Celui-ci tient une auréole, sur lequel se détache le Saint-Esprit en forme de colombe. Bien que l'on trouve une origine biblique à cette icône dans le verset 18 de l'évangile selon Jean, Chapitre I  Personne n'a jamais vu Dieu, c'est le Fils unique qui est dans le sein du Père qui l'a fait connaître  elle reflète surtout la distinction entre les personnes et les rapports entre eux tels que définis par saint Grégoire de Nazianze :  Le Père est incréé, sans origine, le Fils est né du Père, l'Esprit procède et est envoyé.

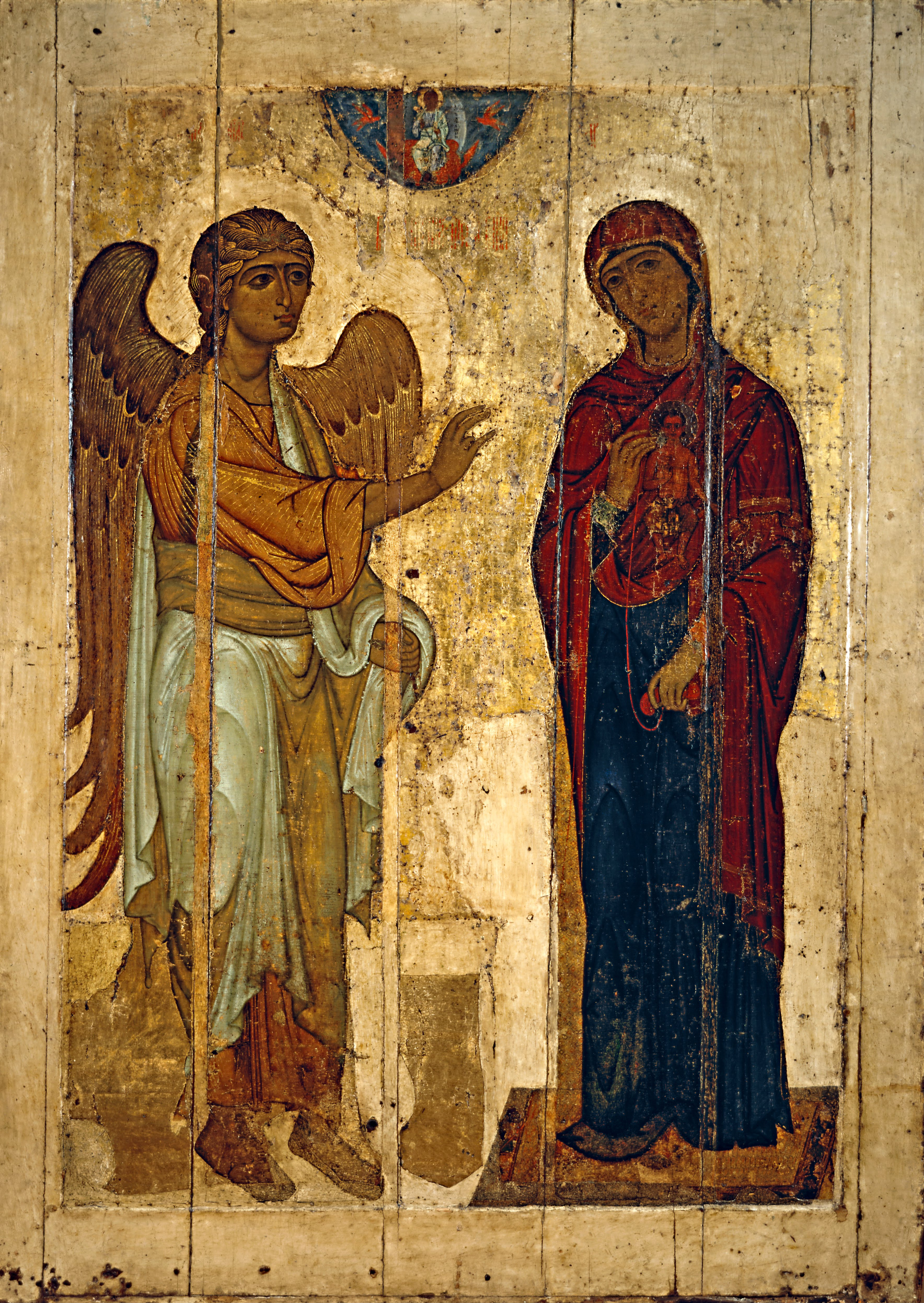
Annonciation d'Oustioug
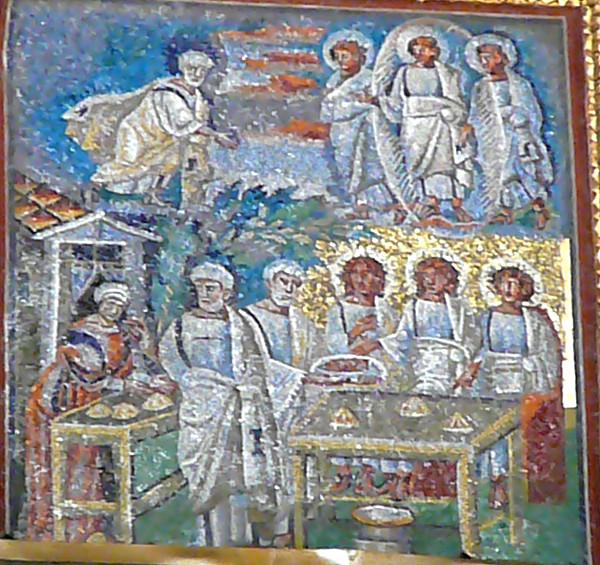
Hospitalité d' Abraham Basilique Sainte-Marie-Majeure
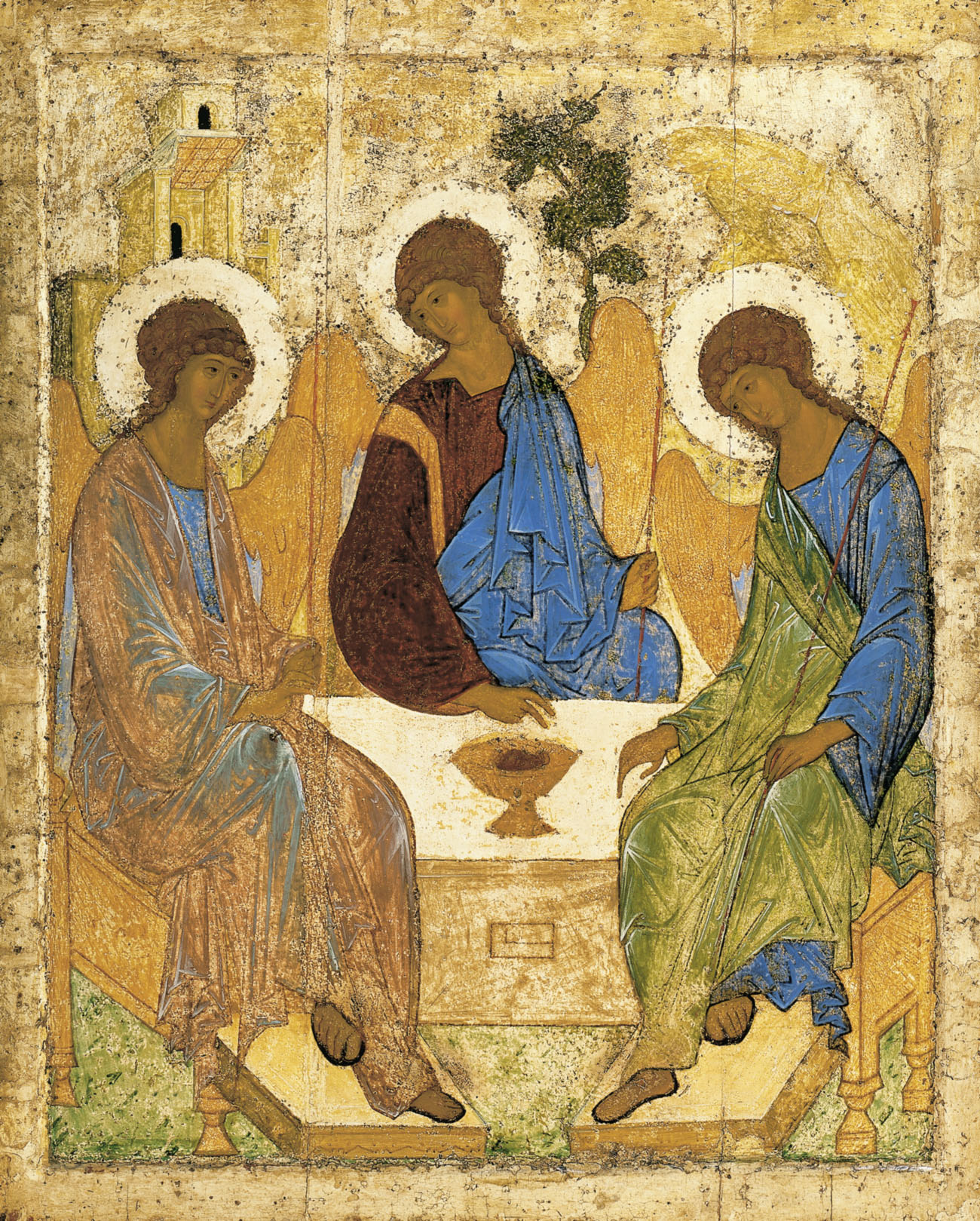
Andreï Roublev / Icône de la Trinité
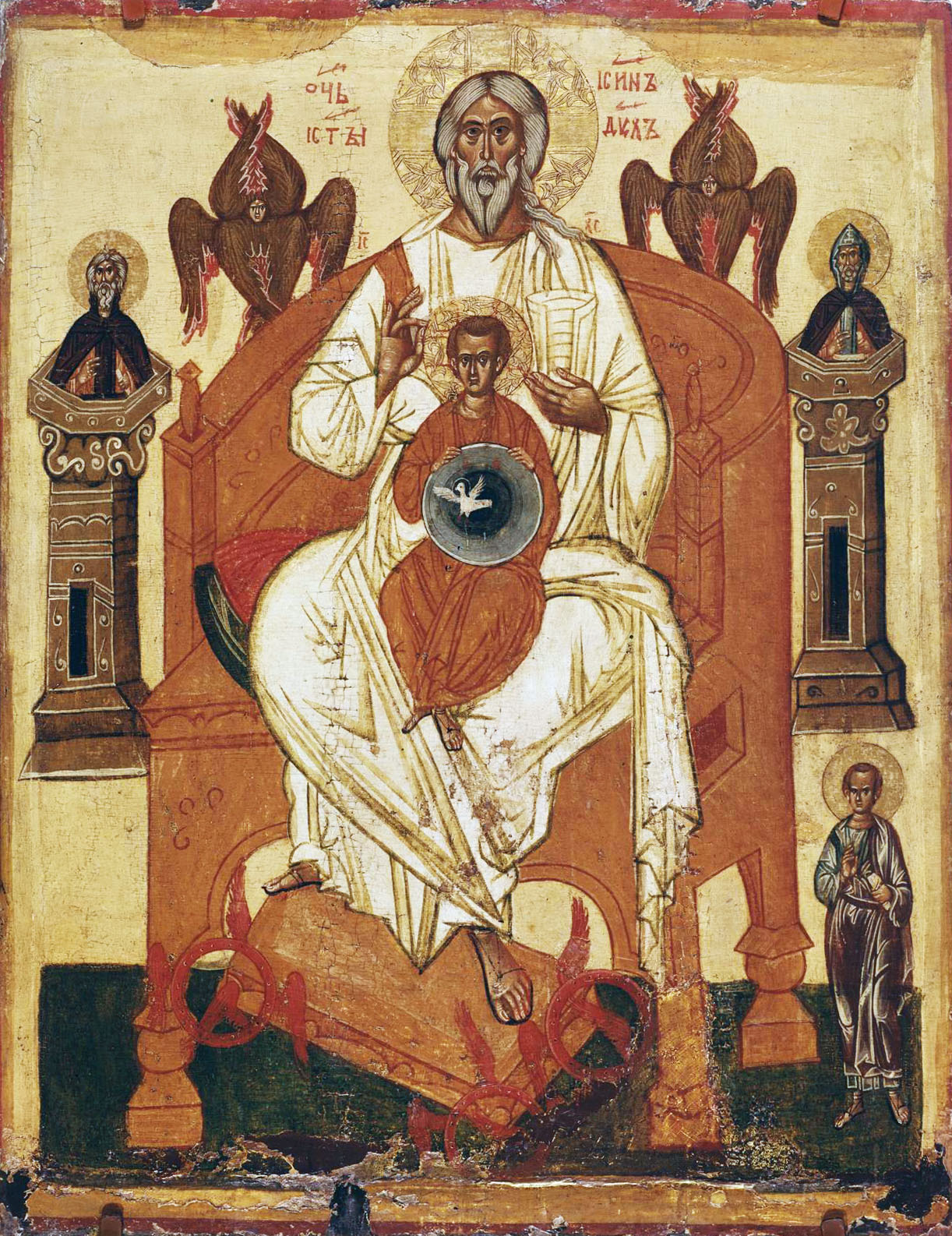
La Paternité /Anonyme/ Novgorod XIVe siècle

Les conciles de Moscou du XVIIe siècle ont refusé cette icône de la Paternité, ainsi que les autres à caractère dogmatique, pour des raisons multiples.
Ces icônes ne présentent plus un personnage ou une scène concrète des évangiles. Elles se multiplient parce que
certains fidèles, sous l'influence de l'Occident, ne peuvent plus se contenter de la simplicité des formes anciennes. Ils sont demandeurs d'icônes devenues des traités de théologie, avec une multitude de détails symboliques que permet aussi la miniaturisation. Les symboles utilisés ne deviennent plus lisibles que par des érudits. L'icône devient un pur enseignement doctrinal, jeu de symboles et des signes d'origines diverses (Antiquité, Orient, Cabale).     

## L'image comme signe
La réponse à la question « quelle est l'essence de l'image ?  » se trouve  à la jonction entre la philosophie et la théologie. 
Les philosophes grecs ont élaboré des théories de la connaissance qui jouent un grand rôle pour tenter de répondre à cette question. Pour Platon, l'homme reconnaît les choses du monde, les idées, au moyen d'idées préexistantes, qu'il a vu avant sa naissance. Mais ce qu'il voit dans le monde n'est que l'ombre du monde éternel des idées.
En Occident, c'est le courant aristotélicien qui a été le plus souvent suivi. Dans celui-ci l'esprit humain est capable de faire abstraction des éléments individuels pour dégager l'essence des choses et les classer en catégories.       
Selon l'aristotélisme l'accès à la connaissance du monde peut se réaliser soit par la pensée directe, soit par la pensée indirecte. Dans la pensée directe l'objet se présente sans intermédiaire (par exemple dans la sensation). Dans la pensée indirecte un signe déterminé se pose entre la réalité et l'esprit. Ce signe peut être une représentation indirecte et adéquate de la réalité. Il représente l'objet comme une copie (comme les panneaux dans les rues, les mots dans une langue). Mais quand le signe ne représente plus une chose sensible mais un sens abstrait, il devient symbole. Il y a dans ce cas un rapport entre le signe concret et une réalité absente. Toutefois ce signe peut exprimer des valeurs antinomiques ou dont on ne peut que difficilement déterminer le sens. Il peut avoir plusieurs sens variables sous l'influence de l'environnement historique ou d'une vision particulière d'un artiste. Le signe, devenu symbole, a un caractère transcendant.  
La pensée chrétienne, pour exprimer  les mystères de la foi, utilise largement le symbole. Elle utilisera des symboles païens à l'origine, puis les approfondira dans un sens chrétien (exemple: la colombe, le poisson, l'agneau). Finalement, quand la théologie aura élaboré la doctrine de l'Incarnation, l'image remplacera le symbole, pour devenir représentation privilégiée des mystères. L'image sacrée ajoutera l'élément humain aux propriétés du signe et du symbole, et devient image transcendante mais concrète. Cela permet de rendre l'indicible exprimable et de refléter l'Infini dans le fini.    

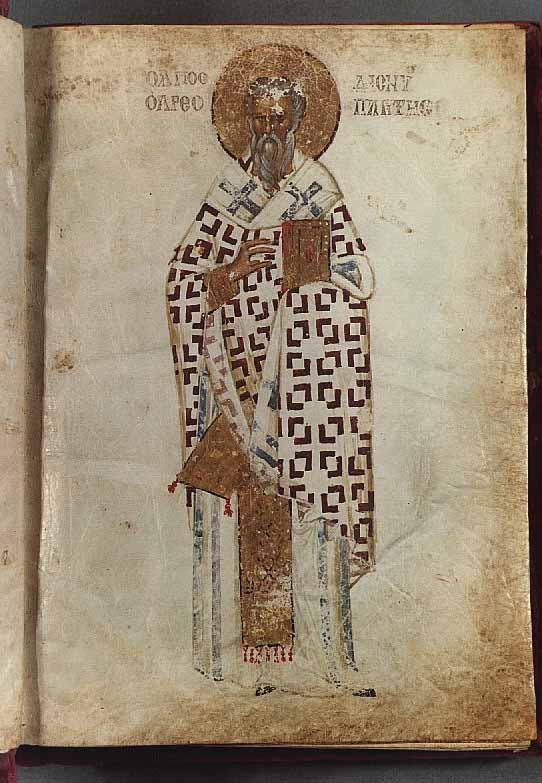
Portrait de Denys l'Aréopagite dans un manuscrit byzantin offert à l'abbaye de Saint-Denis par Manuel II Paléologue. Œuvres complètes de saint Denys l'Aréopagite, musée du Louvre, vers 1403-1405.

Ce sont les catégories néo-platonnicienes du Pseudo-Denys l'Aréopagite que Jean Damascène utilise pour distinguer les espèces d'images dans son  Discours contre ceux qui rejettent les images  (vers 730). 
Pour lui l'image est participation au modèle, c'est une  ressemblance qui caractérise le modèle , tout en étant différente en quelque chose. Les degrés de ressemblance diffèrent suivant les degrés de participation qui peuvent être hiérarchisés :
- La forme parfaite de l'image n'existe que dans la Sainte-Trinité.  Le Verbe est participation parfaite, ressemblance parfaite au Père. Sa nature est la même que celle du modèle.
- Avant leur existence les choses sont présentes dans la pensée de Dieu, comme une image. Elles sont prédéterminées. Elles représentent le second degré de participation.
- L'image visible, en tant qu'elle représente les choses invisibles, est le troisième niveau d'image. Cette image existe parce que l'homme ne peut contempler des choses invisibles sans l'aide de choses visibles. Dans le soleil, par exemple, se reflète grâce aux rayons, le mystère de la Trinité.
- Le quatrième niveau d'image est celui des choses futures, qui peuvent être préfigurées par des évènements présents. Comme dans l'épisode du  buisson ardent avec Moïse qui évoque la Mère de Dieu. Ce récit est employé pour préfigurer la Vierge Marie qui porte en elle le feu de la divinité, comme le buisson qui ne se consume jamais[42].
- Le cinquième niveau est celui des choses passées, qui sont faites pour garder en mémoire un personnage ou un évènement. Grâce à elles, nous aspirons au bien et évitons le mal. Les icônes sont des images de ceux qui ont excellé en vertu, pour nous rappeler de les imiter[43].

Même si l'icône est classée la dernière dans cette hiérarchie elle est vénérable du fait de l'Incarnation du Verbe. Dans l'union du Verbe avec la nature humaine, le corps du Christ est devenu saint et dans son corps toute la matière a été sanctifiée. Pour Damascène il semble qu'il y avait l'idée d'une communication diffuse de la sainteté du corps du Christ aux autres matières, et à son effigie iconique.              

## Critiques de l'époque soviétique
Pour l'historien d'art soviétique Mikhaïl Alpatov(1902-1986), qui présidait la faculté d'histoire de l'art à l'Université d'État à Moscou en 1943, l'approche de l'icône est toute autre. Les icônes sont si différentes de la peinture moderne à laquelle l'homme contemporain a été éduqué qu'il tombe, selon lui, dans l'erreur de croire qu'il ne s'agit que de théologie en couleur. Pour Alpatov l'icône est le résultat d'une culture spirituelle supérieure, ce n'est pas un masque rituel ou un fétiche. Mais la beauté de l'icône ne se limite pas à de pieux sentiments, son message n'est pas celui d'un autre monde et son aspect n'est pas l'équivalent d'une prière. Malgré ses liens avec la religion l'art de l'ancienne Russie en était indépendant. L'icône garde toujours de façon inhérente la qualité d'une chose jamais vue précédemment, inhabituelle et unique. Cela lui permet de convaincre l'homme qu'il est témoin d'un miracle, naturellement le miracle de l'art véritable. L'icône réalisée par les grands maîtres tels Roubliov et Dionisios avait un pouvoir de persuasion par le charme de ses couleurs et ses formes. Les gens de l'ancienne Russie ont été subjugués par la beauté de l'art véritable. Pour Alpatov il est erroné de considérer l'enseignement de l'Église  sur l'icône comme une clé pour comprendre la peinture d'icône en tant qu'art. Les Pères de l'Église  estimaient que si une icône était consacrée elle méritait d'être vénérée, sans se préoccuper de ses qualités artistiques. Pour lui le motif d'intérêt de l'icône est sa valeur artistique.       

## Les six dimensions de la théologie de l'icône
La théologie orthodoxe a plusieurs objectifs concrets :
- Permettre aux iconographes et aux membres de l'Église orthodoxe d'appréhender de façon plus consciente et plus réfléchie la tradition iconographique dont ils sont porteurs.
- Fournir des arguments et des éléments de réponse dans les débats qui ne manquent pas de survenir à propos de tel ou tel aspect des icônes. Par exemple : la Mère de Dieu doit elle figurer sur les images de la Pentecôte ?

La théologie de l'icône fait intervenir les méthodes et les apports de six disciplines différentes :

### L'exégèse textuelle
- Biblique : de l'Ancien et du Nouveau Testament.
- Patristique et patrologie
- Conciliaire : les canons concernant les images.
- Liturgique : l'hymnographie et les prières liturgiques.

### L'exégèse icônique
- Le sens dogmatique des icônes orthodoxes.
- Le sens doctrinal des autres images religieuses.

### La dogmatique et la dogmatique comparée
- Les fondements scripturaires des images chrétiennes.
- Les règles de l'icône et leur sens.

### La théologie liturgique et l'hagiographie
- Le sens des fêtes (éortolgie).
- Les vies des saints.
- Les canons iconographiques hérités de la tradition.

### L'histoire de l'Église
- Les formes du culte chrétien, l'histoire des fêtes.
- La crise iconoclaste.
- Les XVIe et XVIIe siècles russes.
- Les autres controverses à propos des images.

### L'histoire de l'art
- La patrimoine iconographique antérieur à l'iconoclasme.
- L'architecture sacrée.
- Les différentes images (peinture murale, fresque et peinture portative ou icône.
- Les différentes techniques (mosaïque, fresque, détrempe à l'œuf, métal repoussé, broderie, bas relief, émail).
- Les particularités stylistiques de chaque lieu et de chaque époque.